# Boerpferd
Das Boerpferd (Afrikaans Boerperd) ist eine Pferderasse aus Südafrika.
Hintergrundinformationen zur Pferdebewertung und -zucht finden sich unter: Exterieur, Interieur und Pferdezucht.

## Geschichte
Der Niederländer Jan van Riebeeck landete 1652 in der Tafelbucht, um eine niederländische Kolonie zu gründen. Die Kolonie sollte zur Versorgung der Schiffe der niederländischen Ostindien-Kompanie dienen. Für die Kolonie importierte man Ponys und Pferde, sowohl Andalusier, Berberpferde und Araber als auch Java-Ponys, aus denen das heutige Boerperd entstanden ist. Boerperd wurden gezüchtet, an die Siedler verkauft, beim Burentreck eingesetzt, wurden aber auch als Militärpferd und im Burenkrieg verwendet.
Das Boerperd galt 1945 als fast ausgestorben. Seit 1948 bemühen sich Züchter aber, die Bestände wieder aufzustocken.

## Eigenschaften

### Allgemein
Das Boerperd ist ein mittelgroßer Warmblüter, der ein kleines und relativ elegantes Reitpferd abgibt.

### Körperbau
Das Boerpferd hat einen trockenen Kopf mit geradem Profil, großen, intelligent wirkenden Augen, spitzen, feinen Ohren mittlerer Größe feinem Maul und großen Nüstern; eine konkave Nasenlinie sowie eine Ramsnase führen zur Disqualifikation. Der mittellange bis lange Hals wird tendenziell hoch angesetzt und bei Hengsten muskulös gewünscht. Die Brust ist breit und muskulös, die langen Rippen sind gut geformt, sie lassen genügend Platz für die Atmungsorgane. Die lange Schulter wird muskulös und im 45 Grad-Winkel gelagert gewünscht. Der gerade, kurze Rücken besitzt eine ausgeprägte Muskulatur und geht harmonisch über eine kurze, muskulöse Lende in eine muskulöse, leicht abfallende und breite Kruppe mit hohem Schweifansatz über. Die proportional eher kurzen Beine besitzen gut markierte Sehnen, lange, breite Röhrbeine, muskulöse, breite Oberschenkel und starke, korrekt gewinkelte Fesseln von genügender Länge. Die harten Hufe sind mittelgroß. Das Langhaar soll fein, lang und dicht sein.

### Stockmaß
Die ideale Widerristhöhe liegt zwischen 147 und 157 cm, erlaubt ist aber ein Stockmaß von 142–163 cm.

### Farbgebung

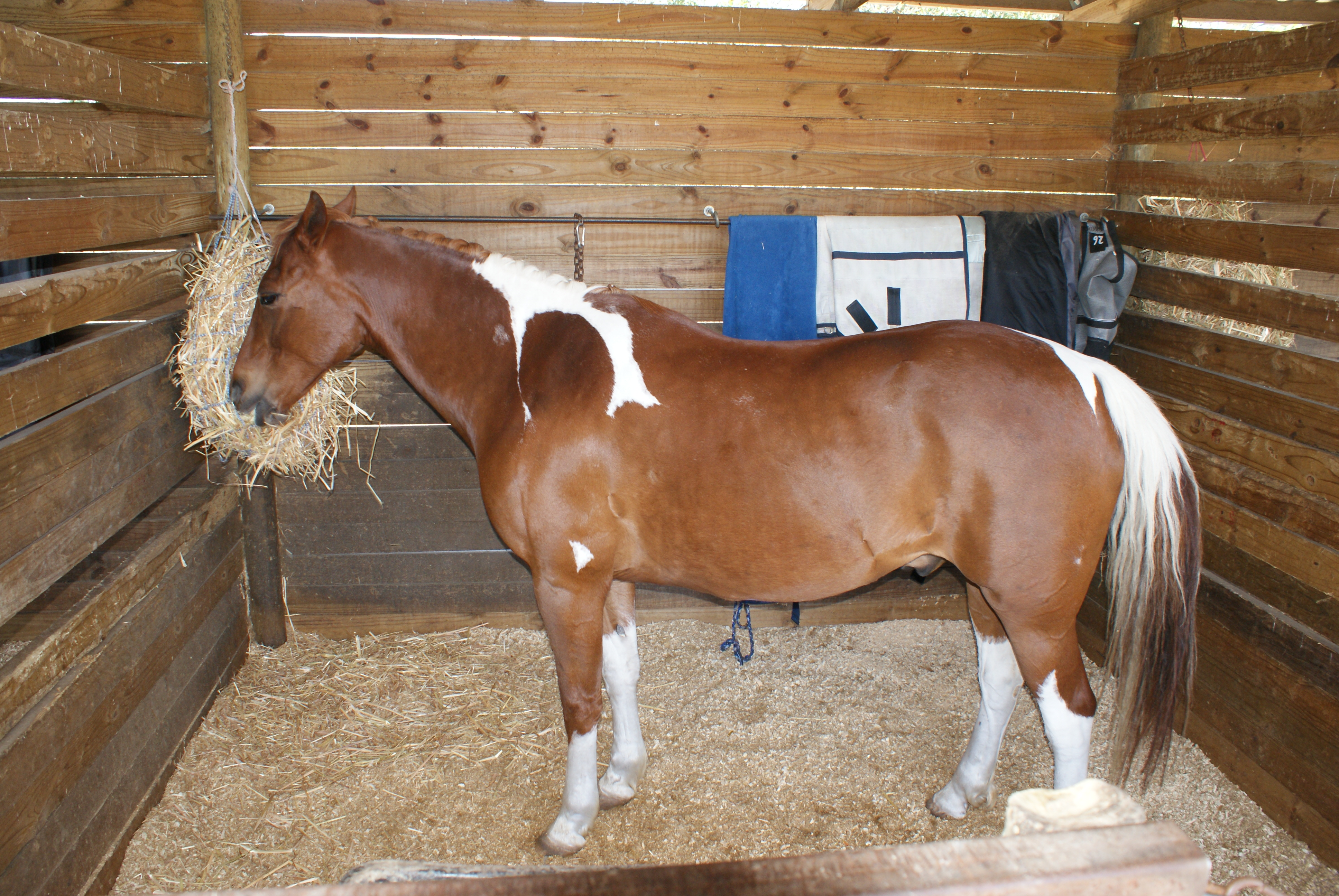
Ein achtjähriges Boerpferd. Aufgrund seiner Scheckung ist es aber nicht zur Zucht zugelassen.

Das Boerpferd kommt in allen Grundfarben vor, allerdings sind Schecken und Albinos nicht zur Zucht zugelassen.

### Gangarten
Neben den Grundgangarten beherrscht das Boerperd auch den Tölt. Aus dem langen Röhrbein und dem kurzen Oberschenkel resultierend besitzt das Boerpferd eine hohe Knieaktion.

### Charakter
Das ausdauernde und genügsame Boerperd besitzt einen guten Charakter und ein ausgeglichenes Temperament.

## Verwendung
Heute wird das Boerperd neben seiner traditionellen Verwendung für die Farmarbeit vermehrt auch als Sport- und Freizeitpferd gezüchtet, da es sehr gut für Ausdauersport und wegen seines gutmütigen Charakters besonders für Anfänger und Kinder geeignet ist.